# Форест-Гілл (Техас)
Форест-Гілл (англ. Forest Hill) — місто (англ. city) в США, в окрузі Таррант штату Техас. Населення — 13 955 осіб (2020).

## Географія
Форест-Гілл розташований за координатами 32°39′43″ пн. ш. 97°15′59″ зх. д. / 32.66194° пн. ш. 97.26639° зх. д. (32.661997, -97.266395).  За даними Бюро перепису населення США в 2010 році місто мало площу 11,00 км², уся площа — суходіл.

## Демографія
Згідно з переписом 2010 року, у місті мешкало 12 355 осіб у 3897 домогосподарствах у складі 3022 родин. Густота населення становила 1123 особи/км².  Було 4156 помешкань (378/км²).
Расовий склад населення:
| - 48,5 % — чорних або афроамериканців - 29,0 % — білих - 0,6 % — азіатів - 0,5 % — корінних американців - 19,0 % — осіб інших рас |

До двох чи більше рас належало 2,3 %. Частка іспаномовних становила 38,2 % від усіх жителів.
За віковим діапазоном населення розподілялося таким чином: 31,8 % — особи молодші 18 років, 57,8 % — особи у віці 18—64 років, 10,4 % — особи у віці 65 років та старші. Медіана віку мешканця становила 31,9 року. На 100 осіб жіночої статі у місті припадало 95,7 чоловіків;  на 100 жінок у віці від 18 років та старших — 89,3 чоловіків також старших 18 років.
Середній дохід на одне домашнє господарство  становив 50 330 доларів США (медіана — 43 750), а середній дохід на одну сім'ю — 52 589 доларів (медіана — 46 458). Медіана доходів становила 34 253 долари для чоловіків та 32 125 доларів для жінок. За межею бідності перебувало 24,5 % осіб, у тому числі 38,7 % дітей у віці до 18 років та 12,7 % осіб у віці 65 років та старших.
Цивільне працевлаштоване населення становило 5153 особи. Основні галузі зайнятості: освіта, охорона здоров'я та соціальна допомога — 18,8 %, виробництво — 15,2 %, будівництво — 12,5 %, роздрібна торгівля — 10,5 %.